# Illbient
Illbient je hudební žánr.
Termín pro tento žánr vymyslel DJ Olive začátkem 90. let, aby tak popsal hudbu producentů okolo Williamsburgu v Brooklynu. Slovo "illbient" se skládá z dvou částí: "ambient" a "ill", což je hip-hopový slangový termín. Je to nejmodernější a nejnovější žánr ambientu. Zůstává u jeho původní myšlenky, ovšem nechává se ovlivnit dalšími hudebními směry s důrazem na nejrůznější efekty – hodně distorze, reverbu a flangeru na bicích a dalších zvucích. Mnoho těchto skladeb upouští od klasického podkresu.  Illbient často vychází z dark ambientu ...

## Představitelé
- Boards Of Canada
- Byzar
- DJ Olive
- DJ Spooky
- Dub Gabriel
- Spectre
- Sub Dub
- Techno Animal
- We™

## Labely
- Asphodel
- Baboon Records
- Home Entertainment